# Brixton (Metropolitano de Londres)
Brixton é uma estação do Metropolitano de Londres em Brixton Road em Brixton no borough londrino de Lambeth, Sul de Londres. A estação é o terminal sul da Victoria line. A estação é conhecida por ter o maior roundel do Metrô de Londres na rede. A próxima estação é Stockwell.